# Division harmonique

Les points (A, B, C, D) sont en division harmonique :

En géométrie affine, quatre points alignés sont en division harmonique quand ils vérifient l'égalité des rapports de mesure algébrique indiquée ci-contre. Elle apparait naturellement dans plusieurs figures géométriques, par exemple le quadrilatère complet. C'est, plus fondamentalement, une notion de géométrie projective, puisqu'il s'agit d'exprimer qu'un birapport vaut –1. 
Elle permet de définir la conjugaison harmonique, que l'on retrouve dans la conjugaison par rapport à deux droites, par rapport à un cercle, et plus généralement par rapport à une conique, c'est-à-dire (en projectif) à l'orthogonalité par rapport à la forme quadratique qui la définit.

## Points en division harmonique
On dit que le réel b est la moyenne harmonique de c et d si {\displaystyle {\frac {2}{b}}={\frac {1}{c}}+{\frac {1}{d}}}.
Quatre points A, B, C, D (dans cet ordre) d'une droite sont dits en division harmonique si
{\displaystyle {\overline {AB}}} est la moyenne harmonique de {\displaystyle {\overline {AC}}} et {\displaystyle {\overline {AD}}}, soit s'ils vérifient la relation de Descartes :
{\displaystyle {\frac {2}{\overline {AB}}}={\frac {1}{\overline {AC}}}+{\frac {1}{\overline {AD}}}.}
On peut encore écrire cette relation sous la forme
{\displaystyle {\frac {1}{\overline {AB}}}-{\frac {1}{\overline {AC}}}=-\left({\frac {1}{\overline {AB}}}-{\frac {1}{\overline {AD}}}\right)}
c'est-à-dire {\displaystyle {\frac {\overline {BC}}{\overline {AC}}}=-{\frac {\overline {BD}}{\overline {AD}}}}
que l'on préfère mettre sous la forme
{\displaystyle {\frac {\overline {CA}}{\overline {CB}}}=-{\frac {\overline {DA}}{\overline {DB}}}.}
La quantité {\displaystyle {\frac {\overline {CA}}{\overline {CB}}}{\mathrel {:}}{\frac {\overline {DA}}{\overline {DB}}}} qui, dans le cas présent, prend la valeur –1, se nomme le birapport ou rapport anharmonique des quatre points ; c'est un invariant intéressant en géométrie projective. 
On dit également que {\displaystyle C} et {\displaystyle D} divisent harmoniquement le segment {\displaystyle [AB]}. Du fait du signe du birapport, l'un de ces deux points est à l'intérieur du segment {\displaystyle [AB]} et l'autre à l'extérieur. De plus, les rapports de longueur {\displaystyle CA/CB} et {\displaystyle DA/DB} sont égaux. 
La relation a plusieurs symétries : si {\displaystyle A} et {\displaystyle B} divisent harmoniquement {\displaystyle [CD]}, alors d'une part {\displaystyle B} et {\displaystyle A} également, d'autre part {\displaystyle C} et {\displaystyle D} divisent harmoniquement {\displaystyle [AB]}. La division harmonique ne dépend donc que de la paire de paires de points {\displaystyle \{\{A,B\},\{C,D\}\}}, l'ordre entre les deux paires et à l'intérieur de celles-ci étant indifférent, ce qui fait 8 permutations (identité comprise) sur les 24 possibles. On montre que les 16 autres permutations ne conservent pas la division harmonique : l'ordre entre les quatre points n'est pas indifférent. 
On prouve facilement, qu'un quadruplet de points alignés {\displaystyle (A,B,C,D)} est en division harmonique si et seulement si l'une des relations suivantes est vérifiée :
- relation de Newton : {\displaystyle IA^{2}(=IB^{2})={\overline {IC}}\cdot {\overline {ID}}} où {\displaystyle I} est le milieu de {\displaystyle [AB]};
- relation de Mac-Laurin : {\displaystyle {\overline {AC}}\cdot {\overline {AD}}={\overline {AB}}\cdot {\overline {AJ}}} où {\displaystyle J} est le milieu de {\displaystyle [CD]}.

## Conjugué harmonique

### Définition
Soient trois points A, B et I distincts alignés. Un simple calcul vectoriel ou barycentrique montre que, si I n'est pas le milieu de [AB], il existe un unique point J tel que I et J divisent harmoniquement [AB]. Le point J est appelé conjugué harmonique de I par rapport à A et B. D'après ce qui précède, si J est le conjugué harmonique de I par rapport à deux points donnés, I est le conjugué harmonique de J par rapport à ces mêmes points.

Il est naturel d'étendre la relation de conjugaison aux points A et B en prenant chacun d'entre eux égal à son conjugué (écrire la condition de division harmonique comme une égalité de produits). 

En appliquant deux fois le théorème de Thalès pour les triangles on obtient :
et
d'où si et seulement si B est le milieu de I’ et J’.

Dans le cadre du plan projectif, vu comme complété du plan affine, on ajoute un point à l'infini pour la direction de la droite passant par A et B. Ce point est naturellement le conjugué harmonique du milieu de A et B par rapport à A et B. Ceci apparaît dans la construction qui suit. Réciproquement, le milieu est le conjugué du point à l'infini.

### Construction géométrique
On peut construire le conjugué harmonique en exploitant une propriété des faisceaux harmoniques, qui seront étudiés à la section suivante. Appelons pour le moment faisceau harmonique quatre droites sécantes en un même point, et telles qu'il existe une sécante à ces quatre droites qui coupent celles-ci en quatre points en division harmonique (l'ordre des droites n'est pas indifférent, voir section suivante). On montre alors (voir figure jointe) que :
Proposition. — Un faisceau de quatre droites est harmonique si et seulement si une parallèle à l'un de ses rayons est divisée par les trois autres en deux segments égaux.
Étant donné trois points distincts A, B et I sur une droite, tels que I ne soit pas le milieu de A et B, on peut trouver le point J conjugué harmonique de I par rapport à A et B en construisant un faisceau harmonique [MA, MB, MI, MJ’] comme suit :
- soit M un point non aligné avec les précédents ; la parallèle à (MA) passant par B coupe donc (MI) en un point que l'on appelle I’ ;
- soit J’ le symétrique de I’ par rapport à B, alors (MJ’) coupe (AB) en J qui est le point cherché. En effet si (MJ’) et (AB) étaient parallèles, AMBJ’ serait un parallélogramme, et donc AMBI’ également, et le point I, intersection des diagonales de ce dernier, serait milieu de A et B.

Cette construction fournit une démonstration géométrique de l'existence du conjugué harmonique, mais aussi de son unicité (la propriété utilisée est une condition nécessaire est suffisante). Quand I est le milieu de A et B, la droite (MJ’) est parallèle à la droite (AB), ce qui est cohérent avec le choix du point à l'infini comme conjugué en géométrie projective.
On peut également construire le conjugué harmonique par la polaire, en n'utilisant que la règle (voir ci-dessous).

## Faisceau harmonique de droites

### Définition et propriété caractéristique
La définition de faisceau harmonique dans le plan affine est un peu plus générale que celle donnée au paragraphe précédent : il s'agit de quatre droites dans un ordre donné, sécantes en un même point ou toutes parallèles (c'est-à-dire sécantes en un même point à l'infini dans le plan projectif vu comme complété du plan affine), et telles qu'il existe une sécante à ces quatre droites qui intersecte celles-ci en une division harmonique, les quatre points étant bien sûr pris dans le même ordre que les droites auxquelles ils appartiennent.
Quand les quatre droites sont parallèles, toute sécante est alors découpée par celles-ci en une division harmonique, d'après le théorème de Thalès qui donne la conservation des rapports de mesure algébrique en jeu.
Quand les droites sont issues d'un même point, les rapports ne sont plus conservés, mais les birapports le sont.

Considérons un faisceau de quatre droites D1, D2, D3, D4 issues d'un point O. On suppose qu'une droite D les coupe en des points M1, M2, M3, M4 formant une division harmonique, alors il en sera de même pour toute droite D’, qu'elle soit sécante aux quatre droites ou parallèle à l'une d'entre elles (avec l'interprétation donnée plus haut).
Cette propriété ne dépend donc que de la position relative des droites du faisceau, et justifie qu'il soit alors qualifié d'harmonique. La propriété reste vraie (c'est ainsi qu'on l'a démontrée) pour une sécante parallèle à l'une des droites du faisceau, en étendant aux milieux et point à l'infini la notion de division harmonique.
On la démontre à partir de la propriété énoncée à la section précédente : il suffit de l'appliquer deux fois, pour chacune des deux sécantes, relativement à deux parallèles au même rayon, avant de conclure par le théorème de Thalès.
Il s'agit cependant d'un cas particulier de conservation des birapports, que l'on peut démontrer de façon analogue (on lira l'article Faisceau harmonique pour plus de détails).
On peut voir aussi cette propriété comme une conservation de la division harmonique par projection conique, ce qui justifie qu'il s'agit bien d'une notion de géométrie projective.

### Autres propriétés
On peut montrer que, dans le plan projectif, la notion de faisceau harmonique est la notion duale de celle de division harmonique. Même si on reste en géométrie affine, on retrouve des propriétés analogues, à commencer par celles de symétries (directement, par la définition). On montre également que :
Théorème — Étant données trois droites distinctes concourantes a, b et c, il existe une unique droite d telle que (a, b, c, d) sont en division harmonique. La droite d est appelée la conjuguée harmonique de c par rapport à a et b.
En effet, soit O le point de concours des trois droites a, b et c. La droite d doit passer par O. Soit e une sécante aux trois droites a, b et c en trois points A B et C. Si B est le milieu de A et C, d est nécessairement la parallèle à e passant par O et cette droite convient, d'après la propriété caractéristique ci-dessus. Si B n'est pas le milieu de A et C, soit D le conjugué harmonique de C par rapport à A et B, la droite d est alors nécessairement la droite (OD) et celle-ci convient par la propriété caractéristique.

### Polaire d'un point par rapport à deux droites

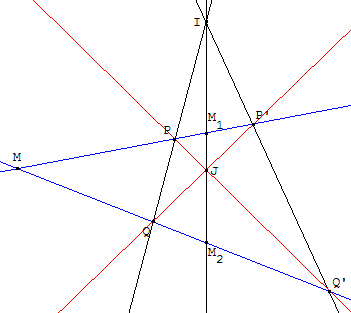
Construction de la polaire du point M par rapport aux deux droites d (portant P et Q) et d’ (portant P’ et Q’). La polaire est la droite (IJ).

Étant donné deux droites distinctes d et d'  et deux points M et M’ distincts non situés sur ces droites, la droite (MM’) rencontre respectivement d et d'  en P et P’ distincts. On dit que M et M’ sont conjugués harmoniques par rapport à d et d'  si [M, M’, P, P’] forme une division harmonique (M et M’ sont conjugués harmoniques par rapport à P et P’).
Théorème — Étant donné deux droites d et d' distinctes et concourantes en un point I du plan affine et un point M non situé sur ces droites, l'ensemble des conjugués harmoniques de M par rapport à d et d' est une droite passant par I. On appelle cette droite la polaire du point M par rapport aux droites d et d’.
En effet tout point sur la conjuguée harmonique de la droite (IM) par rapport à d et d’ convient, de par la propriété caractéristique des faisceaux harmoniques. Réciproquement, si M’ est conjugué harmonique de M par rapport à d et d’, (d, d’, (IM), (IM’)) est un faisceau harmonique.
Construction de la polaire
Étant donné deux droites d et d’ distinctes, concourantes en un point I, et un point M non situé sur ces droites, placer deux points P et Q, distincts de I, sur d et tracer les deux droites (MP) et (MQ). Les points P et Q sont supposés choisis de telle façon que ni (MP), ni (MQ) ne soient parallèles à d’. Ces droites coupent d'  respectivement en P’ et Q’. Les droites Δ = (PQ’) et Δ' = (P’Q) se coupent en J. La droite (IJ) est la polaire de M par rapport à d et d’.
En effet si M1 est le conjugué de M par rapport à P et P’ et M2 le conjugué de M par rapport à Q et Q’, la polaire de M par rapport à d et d’ est la droite (M1M2) ; les points I, M1 et M2 sont donc alignés.

De même la polaire de M par rapport à Δ et Δ' est la droite (M1M2) ; les points J, M1 et M2 sont donc également alignés et la polaire de M par rapport à d et d’ est bien la droite (IJ).
On a obtenu une figure à 4 côtés, les droites d, d’, Δ et Δ' que l'on appelle quadrilatère complet, dont les sommets sont les 6 points d'intersection des 4 côtés, I, P, P’, J, Q et Q’, et les 3 diagonales (PP’), (QQ’) et (IJ). On a en fait démontré au passage une propriété célèbre des quadrilatères complets, à savoir que deux diagonales, par exemple (PP’) et (IJ) découpent la troisième, dans ce cas (QQ’), en deux points M et M2, de façon que (Q, Q’, M, M2) soit une division harmonique.

### Quadrilatère complet
La propriété des quadrilatères complets vue ci-dessus peut s'énoncer ainsi :

Chacune des trois diagonales d'un quadrilatère complet est divisée harmoniquement par les deux autres.
La démonstration faite au paragraphe ci-dessus se transpose telle quelle. On aurait pu tout aussi bien démontrer la propriété pour les quadrilatères complets et l'utiliser pour la construction de la polaire.

## Quelques exemples en géométrie euclidienne

### Les bissectrices

Dans un triangle ABM, les bissectrices intérieure et extérieure issues de M coupent la droite (AB) en deux points I et J qui divisent harmoniquement le côté [AB] ; de plus,

On déduit immédiatement de la première proposition énoncée sur les faisceaux harmoniques (section « construction géométrique »), que si quatre droites concourantes d, d’, δ et δ' sont telles que δ' est la symétrique de δ par rapport à d’ et parallèlement à d, alors (d, d’, δ, δ') est un faisceau harmonique et réciproquement (c'est en fait juste une autre façon d'énoncer cette proposition).
En géométrie euclidienne, en prenant une symétrie orthogonale, on obtient le cas particulier suivant :
deux droites d et d’ et leurs deux bissectrices δ et δ' forment un faisceau harmonique (d, d’, δ, δ').
Supposons maintenant que d et d’ sont les deux côtés issus de M d'un triangle ABM. Les bissectrices intérieure δ et extérieure δ' coupent le côté (AB) en I et J. On a donc que I et J divisent harmoniquement le segment [AB].
Adaptée à ce cas particulier, la démonstration de la propriété se ferait en construisant une parallèle à la bissectrice extérieure passant par B (ou par A). Reprenons la même démonstration, mais en construisant une parallèle au côté (MA) passant par B, qui coupe donc les deux bissectrices δ, δ' en deux points I’ et J’ de façon que B soit le milieu de I’ et J’, puisque (d, d’, δ, δ') est un faisceau harmonique. Du fait que les deux bissectrices sont orthogonales on a de plus que, le triangle I’MJ’ étant rectangle en M, MB = BI’=I’B. Si l'on veut repartir de zéro, on peut aussi déduire ceci du fait que, δ et δ' étant les bissectrices de d et d’, par des considérations sur les angles, les deux triangles I’BM et J’BM sont isocèles en B.
En appliquant deux fois le théorème de Thalès tout comme dans la preuve initiale, on obtient alors une égalité supplémentaire :
{\displaystyle {IA \over IB}={JA \over JB}={MA \over MB}.}
On en déduit que, deux points A et B étant donnés, l'ensemble des points M tels que le rapport de longueurs MA/MB est constant différent de 1 est un cercle de diamètre [IJ], où J et I divisent harmoniquement [AB]. Si la constante est k > 0, k ≠ 1, les points I et J sont les deux seuls points de la droite (AB) tels que 
{\displaystyle {IA \over IB}={JA \over JB}=k.}
Le point M étant fixé, ce cercle est le cercle d'Apollonius du triangle ABM passant par M.

### La droite d'Euler
Toujours en géométrie euclidienne, on montre que dans un triangle, le centre du cercle circonscrit Ω, le centre de gravité G, l'orthocentre H et le centre du cercle d'Euler E sont tous les quatre alignés sur une droite dite droite d'Euler du triangle, de plus ils sont en division harmonique (dans cet ordre). Ceci résulte du fait que H a pour image Ω et Ω pour image E par une même homothétie de centre G et de rapport –1/2.

## Cercles orthogonaux, points conjugués
La définition peut s'étendre aux cas où la droite (MM’) ne coupe pas le cercle (C) : deux points M et M’ seront dits conjugués par rapport à un cercle (C) si le cercle de diamètre [MM’] est orthogonal à (C).

Deux points sont conjugués par rapport à un cercle de centre O si et seulement si : {\displaystyle {\overrightarrow {OM}}\cdot {\overrightarrow {OM'}}=R^{2}.}
Soit O' le milieu de [MM’], et donc le centre du nouveau cercle, et T un point d'intersection entre les deux cercles, en particulier OT2 = R2. En utilisant ceci on obtient :
{\displaystyle {\overrightarrow {OM}}{\overrightarrow {OM'}}=({\overrightarrow {OT}}+{\overrightarrow {TO'}}+{\overrightarrow {O'M'}})\cdot ({\overrightarrow {OT}}+{\overrightarrow {TO'}}+{\overrightarrow {O'M}})=R^{2}+2\,{\overrightarrow {OT}}\cdot {\overrightarrow {O'T}}} car {\displaystyle {\overrightarrow {O'M}}=-{\overrightarrow {O'M'}}}
d'où le résultat.
L'ensemble des conjugués d'un point par rapport à un cercle est la polaire de ce point par rapport au dit cercle.

## Note
1. ↑  « Relations harmoniques », sur geogebra.org.
2. ↑  Ladegaillerie 2003, p. 54.